# Waldfluß
Der Waldfluß ist ein rechtsseitiger Zufluss der mittleren Mandau mit einer Länge von ca. 3 km in der Stadt Seifhennersdorf des ostsächsischen Landkreises Görlitz.

## Beschreibung
Der Bach entspringt am Westhang des Stöcherberges auf der Velká louka (Große Wiese) in Studánka (Schönborn) in Tschechien. Südlich davon befindet sich das Quellgebiet der Kirnitzsch. Der Waldfluß fließt auf einer Länge von ca. einem Kilometer als namenloser Bach durch den Schönborner Wald nach Nordosten bis zur deutschen Grenze, die er unter der Fernstraße 9 nach Rumburk erreicht. In der Gemarkung Seifhennersdorf führt das Waldflußtal durch die Wiesen zwischen dem Frenzelsberg und Konradberg (früher Schiefnerberg), wo der Bach den Kappmichelsteich und den Grundmannteich speist. Der Bach fließt in Seifhennersdorf unter der Steindeckerbrücke am Wilhelm-Stolle-Weg hindurch und mündet oberhalb der Mandaubrücke zwischen dem Waldflußweg und dem Mauerweg in die Mandau.